# Villa Trebbi
Villa Trebbi è un edificio storico situato a Trecenta, in provincia di Rovigo. 
Costruita nella seconda metà del XVIII secolo su iniziativa della famiglia Trebbi, subì successive trasformazioni che le conferirono l'aspetto attuale risalente alla parziale ristrutturazione del XIX secolo e alle modifiche per adattarla a sede municipale dopo l'acquisto della locale amministrazione comunale tra il 1875 e il 1876.
Oltre alla sua connotazione prettamente architettonica la villa ha assunto un'importanza storica legata alle vicissitudini della Carboneria polesana.

## Storia
Nella seconda metà del XVIII secolo la famiglia Trebbi, o dei Trebbi, commissionò l'edificazione di una villa come residenza estiva. Il progetto era relativo a una struttura che integrava elementi architettonici neoclassici e che comprendeva adiacenze, presumibilmente tipiche delle residenze patrizie rurali atte anche al trattamento e conservazione dei prodotti dei loro possedimenti e terreni.
Rimase di proprietà della famiglia fino al termine del XIX secolo quando fu ceduta all'amministrazione comunale che ne per adeguarlo alla nuova destinazione d'uso, quella di sede del municipio di Trecenta, ne ordinò una ristrutturazione che riguardò l'edificio principale, interessato dalla sopraelevazione dell'attico, che per questo venne compromesso nell'eleganza complessiva dello stabile, principalmente a scapito della caratterizzazione del piano nobile. Inoltre il complesso venne privato delle adiacenze e, per le esigenze di ampliamento della piazza, venne rimosso il parco sul lato ovest dell'edificio.